# Dacryodes excelsa
Dacryodes excelsa är en tvåhjärtbladig växtart som beskrevs av Vahl. Dacryodes excelsa ingår i släktet Dacryodes och familjen Burseraceae. Inga underarter finns listade i Catalogue of Life.